# Dorcatomophaga westi
Dorcatomophaga westi is een vliesvleugelig insect uit de familie Pteromalidae. De wetenschappelijke naam is voor het eerst geldig gepubliceerd in 1951 door Kryger.